# Сусіди Стерплять
Сусіди Стерплять — український рок-гурт, утворений 2017 році в Миколаєві. Грає музику у жанрах попрок, поппанк, панк-рок, альтернативний рок. 

## Історія
Гурт «Сусіди Стерплять» було засновано у грудні 2017 року вокалістом Артуром Зубаревим у місті Миколаїв. За словами ударника Олександра Павлова, учасники колективу познайомилися завдяки активному музичному руху у місті, де регулярно відбувалися виступи молодих гуртів. Cпільне захоплення рок-музикою та бажання створити щось нове спонукало їх до розвитку сумісного проєкту.
Початкові виступи гурту проходили в невеликих локальних клубах, однак швидко привернули увагу місцевої аудиторії завдяки щирості текстів, емоційності виконання та незвичному поєднанню жанрів. Стиль гурту поступово формувався як суміш поппанку, альтернативного року, постпанку та електроніки. Самі учасники жартівливо визначають його як «нєфор-рок». 
У 2023–2024 роках гурт здобув ширшу популярність завдяки синглам «Дівчина з Порнхабу», «Залежність» та іншим. У 2024 році вийшов другий повноформатний альбом «З найглибших кутків», який учасники описали як «емоційний зліпок» внутрішнього стану гурту протягом 2023 року.

У 2024 році «Сусіди Стерплять» виступили на двох провідних українських музичних фестивалях. У серпні вони взяли участь у Faine Misto 2024, який проходив у Львові на території !FESTrepublic. Гурт виступив на Light Stage фестивалю, що зібрав різноманітних українських виконавців.  Також у липні 2024 року колектив виступив на Atlas United 2024 у Києві, де їхній виступ був частиною благодійного заходу, спрямованого на підтримку Збройних сил України. 

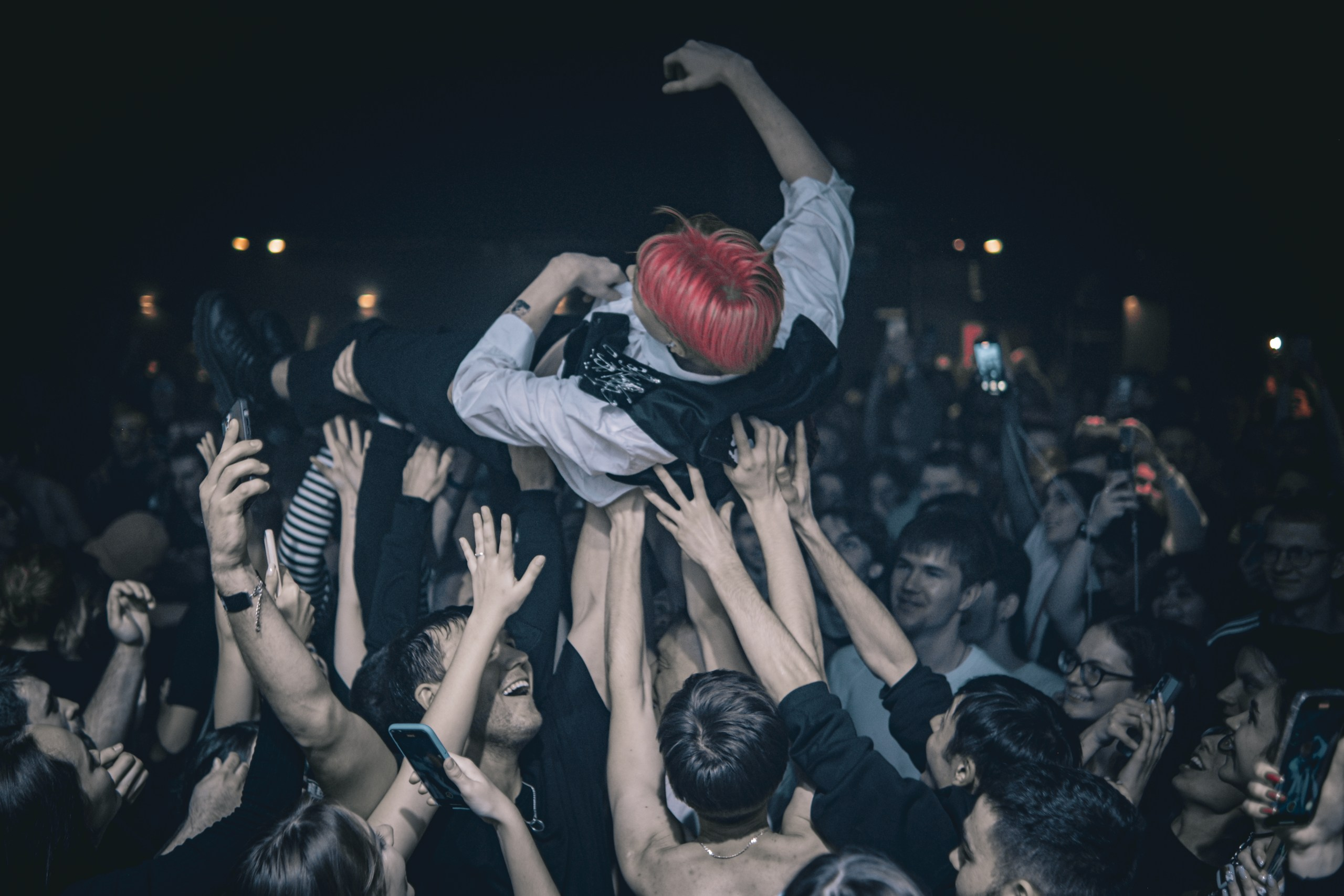
Фото з сольного концерту у Києві 14.03.2025

## Дискографія

### Альбоми
- Не жалея ни о чем (2018)
- Залежність (Remixes) (2023)
- З найглибших кутків[4] (2024)

### Сингли
- Мама отпусти меня на рейв (2019)
- Влюбилась (Руки на шее) (2019)
- Ебашу будто панк (2020)
- Найду тебя везде (2021)
- Стану Геем (2021)
- Я Ненавижу Свою Жизнь (2021)
- Клик Клак (2021)
- Парное Тату (2021)
- Киця-Кицюня (2022)
- Дівчинка панк (2022)
- Селфхарм (2023)
- Дівчина з Порнхабу (2023)
- Стану геєм - Українізація (2023)
- Залежність (2023)
- Літо 21-го (2023)
- Алло (2023; спільно з Після дощу[5])
- Закохалась[6] (2023; спільно з Zbudny Chas)
- скінхед і анімешниця [7] [8] (2023; спільно з Burned Time Machine[9] )
- Сон це маленька смерть[10] (2024)
- Ця ніч [11](2024)
- Я втрачаю голову[12] (2024)
- Тайлер Дерден[13] (2024)
- Цнотливий в 24 (2024)
- Молитва (2025)
- Забудуться жалі (2025)